# Kogi

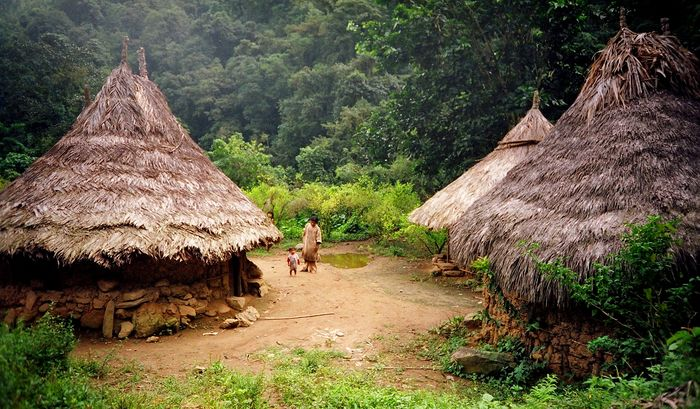
Kogisiedlung

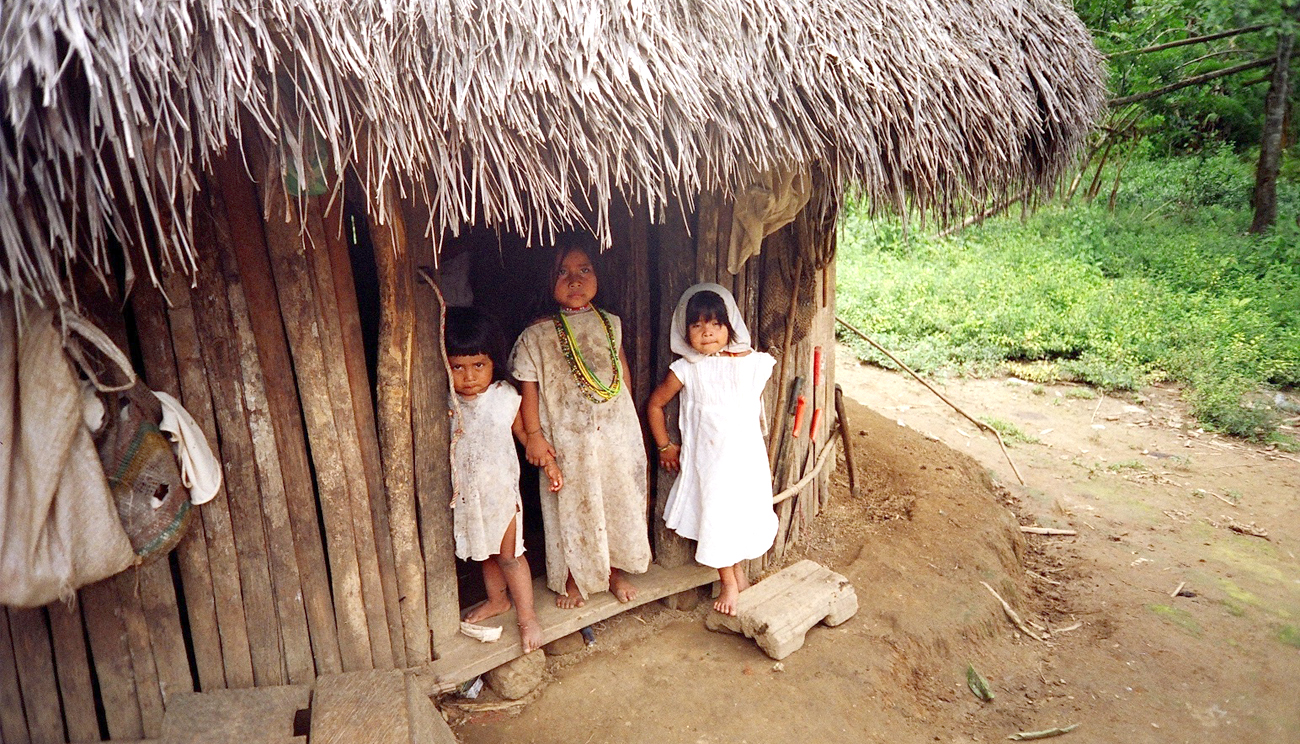

Das Volk der Kogí, auch Kággaba genannt, lebt an den nördlichen und nordwestlichen Abhängen der Sierra Nevada de Santa Marta in den Tälern des Río Palomino, Río San Miguel und Río San Francisco im Grenzgebiet der Departments Magdalena und La Guajira im Norden Kolumbiens. In der Resguardo Arhuaca von Guatapurí teilen sie ihr Land mit den Sánha, Kankuamo und Ika. Die Bevölkerung wurde vom Departamento Administrativo Nacional de Estadística 2018 auf 15.820 Personen geschätzt.

## Sprache
Ihre Sprache gehört zur Familie der Chibcha.

## Geschichte
Die Sierra Nevada de Santa Marta und das benachbarte Tiefland sind seit Jahrtausenden bewohnt. Bei der Ankunft der Spanier im frühen 16. Jahrhundert waren die Region um Santa Marta (gegründet 1526) herum und die nördlichen Ausläufer und Abhänge des Massivs von Tairona besiedelt.
Im Jahre 1630 wurden die Tairona von den spanischen Truppen endgültig besiegt. Die Überlebenden, zusammen mit den Überlebenden anderer Stämme, flohen in das festungsähnliche Gebirge, während für die spanischen Kolonisten andere Regionen von größerem Interesse waren.
Diese Bevölkerung ist vom 17. Jahrhundert unter der allgemeinen Bezeichnung Arhuacos bekannt gewesen.

## Heutige indigene Bevölkerung der Sierra Nevada de Santa Marta
In der modernen ethnografischen Literatur unterscheidet man drei Völker: die Kogi an den Nordhängen, die Ika und Kankuamo an den Südhängen und die Sánha an den Osthängen. Die Kogi behaupten, direkt von den Tairona abzustammen, ein Glaube, für den manches Indiz spricht. Heute sind sie das am wenigsten akkulturierte Volk.

## Kleidung und Siedlungen
Die verschiedenen Gruppen der Arhuako fallen durch ihr Äußeres sehr auf. Es sind stattliche Erscheinungen in ihrer hellen Kleidung und in ihrem Auftreten. Männer und Frauen hatten und haben lange Haare. Die Kogi und alle anderen Arhuako-Gruppen sind für ihre besondere Form der Kleidung bekannt und ähneln sich auch alle sehr; die Frauen tragen zwei überlappende Tücher, und die Männer tragen ein ponchoartiges Oberteil und eine kurze Hose und einen Hut aus Agavenfasern. Auch geflochtene Gürtel sind bekannt. Die Frauen tragen als Schmuck Ketten. Fast immer dabei haben die Männer geflochtene Taschen. Die Kleidung ist weiß bis naturfarben. An den Füßen trugen sie früher geflochtene Sandalen, später Sandalen aus dem Gummi von Autoreifen. Die Art ihrer Dörfer oder Einzelsiedlungen ist durch die Kegeldachhütten bis zu 10 Meter Durchmesser gekennzeichnet, deren Wände aus Steinen und die Dächer aus Stroh gebaut wurden. Die Grundrisse der Häuser sind meist rund, aber auch fast viereckige Häuser sind zu finden. Eine Arhuaco-Familie besitzt mehrere Häuser, sie wechseln sporadisch den Wohnort, um in verschiedenen Höhenlagen der Sierra Nevada de Santa Marta verschiedene Pflanzen kultivieren zu können. Es gibt Männerhäuser und Frauenhäuser in den Einzelsiedlungen der Familien. Es gibt aber auch Dörfer, in denen sich die Arhuako für ihre Feste treffen. In ihnen gibt es auch sehr große Männerhäuser, für bestimmte Kulthandlungen. Und auch Tempelbauten hoch oben in den Bergen sind bekannt.

## Handwerkliche Fähigkeiten
- Spinnen der Baumwolle mit Spindeln
- Weberei an Webstühlen für Kleidung und Decken
- Knüpfen von Hängematten (aber auch auf dem Boden wurde geschlafen), Hüten, Netzen, Taschen, Tragbändern und Stricken aus Agavenfasern
- Flechten von Gürteln, Körben
- Töpferei von Gefäßen (Krüge), weitere Gefäße werden aus Kalebassen/Kürbissen hergestellt
- Schnitzen von Holzbänken
- Als Musikinstrumente sind Flöten aus Bambusrohr, Rasseln und Trommeln bekannt.
- Bau von Brücken

## Wirtschaft
Die Wirtschaft der Kogi basiert fast vollkommen auf der Landwirtschaft. Die Hauptprodukte sind Mais, süßer Maniok (Yuca), Kochbananen, Kartoffeln, Yams, Fique, Aracacha, Bohnen, Kürbisse, Obstbananen und verschiedenes anderes Obst, Kakao, Koka, Baumwolle und Xanthosoma. Viehhaltung ist auch bekannt, heute sind es Hühner, Schweine und Rinder. Jagd und Fischfang haben wenig Bedeutung. Das Sammeln hat ebenso Bedeutung, auch das Sammeln von Honig bei Wildbienen.

## Gesellschaft
Als übergeordnete Stellungen innerhalb der Gesellschaft gibt es die Mamos und ihre weiblichen Äquivalente Sagas, die die Dörfer anführen. Männliche Nachkommen führen ihre Abstammungslinien von den männlichen Ahnen her, weibliche Nachkommen von ihren Müttern. Es gibt männliche Klangruppen (Beuteltier, Puma, Jaguar, Adler) und weibliche (Gürteltier, Hirsch, Pekari, Schlange), die ein System mit wechselseitiger Wirkung bilden, d. h., das männliche Tier ernährt sich vom weiblichen und genauso darf geheiratet werden: Beuteltier + Gürteltier, Puma + Hirsch usw.

## Geistiges Leben
Die Hauptgottheit ist eine Muttergottheit. Die Kogi betrachten die Sierra Nevada de Santa Marta, die Bergkette, auf der sie wohnen, als heilig. Bei den Feierlichkeiten in den Tempeln werden Tänze von Maskentänzern aufgeführt und Priester und Tänzer tragen Schmuck aus Gold, vergoldetem Kupfer, schön geschnitztem Holz und fein gemeißeltem Stein. Teilweise stammt dieser Schmuck noch aus vorkolumbischer Zeit.

## Features
- Alan Ereira: From the Heart of the World. BBC, 1990 (Youtube).
- Burkhard Birke: Gefangene Geister. Tauziehen um die Masken der indigenen Kogi. Deutschlandfunk, 2022 (DLF).
- Geseko von Lüpke: Das Volk der Kogi. Die Hüter der Erde. radioWissen, Bayern 2, BR Podcast, Ausstrahlung 22. März 2023